# Hetzner
Hetzner Online GmbH е немска IT компания, специализирана в управлението на центрове за данни и предоставянето на хостинг услуги.

## История
Основана през 1997 година, компанията бързо набира популярност благодарение на иновативната си технология, конкурентните си цени и специализираната поддръжка, която предлага. Към август 2021 година в Hetzner работят общо 400 служители – 50 от тях са в Нюрнберг, а 120 се помещават в Гунценхаузен, където е централата. Към януари 2023 година фирмата разполага с центрове за данни в Нюрнберг и Фалкенщайн (Германия), Хелзинки (Финландия), Ашбърн и Хилсбъроу (САЩ).